# Otto Eriksson
Otto Eriksson, född 28 juni 1995, är en svensk fotbollsspelare (mittfältare).

## Karriär
2014 spelade Eriksson för Östers IF. Inför säsongen 2015 gick han till Kristianstads FF. Inför säsongen 2016 värvades Eriksson av IFK Värnamo.
I februari 2018 värvades Eriksson av Team TG. I augusti 2018 gick han till Asarums IF. I december 2019 värvades Eriksson av Nosaby IF, där han skrev på ett tvåårskontrakt.